# Dilshod Mansurov
Dilshod Mansurov (dt. auch Dilschod Mansurow; * 12. Dezember 1983 in Taschkent) ist ein usbekischer Ringer. Er ringt beim Spitzenklub Trade Union Sportsclub Taschkent.

## Erfolge
- 1999, 3. Platz, Zentralasien-Spiele in Bischkek, Kasachstan, FS, bis 54 kg, hinter Oularbek Tuganbai, Kirgisistan und Janat Usin, Kasachstan
- 2001, 5. Platz, World Cup in Baltimore, FS, bis 58 kg, hinter Kerry Boumans, USA, Massoud Moustafa Jokar, Iran, Mourad Ramazanov, Russland und Arif Kama, Türkei
- 2001, 7. Platz, WM in Sofia, FS, bis 54 kg, nach drei Siegen und einer Niederlage gegen den späteren vierten Maulen Mamirow aus Kasachstan u. a. hinter German Kontojew, Weißrussland, Babak Noursad, Iran und Alexander Kontojew, Russland
- 2002, 1. Platz, Asienspiele in Busan, Südkorea, FS, bis 55 kg, vor Chikara Tanabe, Japan, Mohammad Rezai, Iran und Maulen Mamirov
- 2003, 7. Platz, Militär-WM in Istanbul, FS, bis 60 kg, u. a. hinter Jason Kutz, USA, Tevfik Odabaşı, Türkei und Daniel Wilde, Deutschland
- 2003, 1. Platz, WM in New York City, FS, bis 55 kg, nach fünf Siegen u. a. über Tanabe, Oleksandr Sacharuk, Ukraine und dem zweiten Ghenadie Tulbea, Moldawien
- 2004, 10. Platz, OS in Athen, FS, bis 55 kg, mit Sieg über den Afghanen Bashir Ahmad Rahmati und einer Niederlage gegen Mawlet Batirow aus Russland, dem späteren Olympiasieger
- 2005, 4. Platz, World Cup in Taschkent, FS, bis 60 kg, hinter Yandro Quintana, Kuba, Artysh Tambulak, Russland und Behnam Tayyebi, Iran
- 2005, 1. Platz, Asien-Meisterschaften in Wuhan, FS, bis 55 kg, vor Jon-Hyon Kuk, Nordkorea und Taghi Dadashi, Iran
- 2005, 1. Platz, WM in Budapest, FS, bis 55 kg, nach sechs Siegen u. a. über Bajaraagiin Naranbaatar, Mongolei und Radoslaw Welikow, Bulgarien
- 2006, 1. Platz, Golden Grand Prix in Baku, FS, bis 55 kg, vor Radoslaw Welikow und Samuel Henson, USA
- 2006, 1. Platz, Asienspiele in Doha, FS, bis 55 kg, vor Jon-Hyon Kuk und Kim Hyo-sub, Südkorea